# Sayuri (piosenkarka)
Sayuri (jap. さユり, ur. 7 czerwca 1996 w Fukuoce, zm. 20 września 2024) – japońska piosenkarka i tekściarka. W trakcie swojej kariery jej piosenki znalazły się na ścieżkach dźwiękowych seriali anime.

## Życiorys
W 2012 roku została najmłodszą laureatką grand prix w finale 5. edycji Music Revolution. Jej pierwszy album Mikazuki no Koukai ukazał się 17 maja 2017 roku. Dzień po premierze Album osiągnął pozycję nr 1 na liście Oricon Daily Album Chart.

### Życie prywatne
18 marca 2024 roku ogłoszono, że poślubiła Amaarashiego, jednego z członków j-popowego duetu Misekai.
25 lipca 2024 roku ogłosiła, że rozpoczyna przerwę od śpiewania z powodu leczenia dysfonii czynnościowej.

### Śmierć
27 września 2024 roku Amaarashi wydał oświadczenie, w którym ogłosił, że Sayuri zmarła tydzień wcześniej w wieku 28 lat, przyczyna śmierci nie została ujawniona. W pogrzebie wzięli udział tylko jej krewni i bliscy przyjaciele.

## Dyskografia

### Albumy studyjne
| Tytuł                                    | Informacje                                                                                       | Najwyższa pozycja | Najwyższa pozycja | Uwagi       |
| Tytuł                                    | Informacje                                                                                       | JPN               | JPN Hot           | Uwagi       |
| ---------------------------------------- | ------------------------------------------------------------------------------------------------ | ----------------- | ----------------- | ----------- |
| Mikazuki no Koukai (jap. ミカヅキの航海) | - Wydany: 17 maja 2017 - Wydawnictwo: Ariola Japan - Format: CD, CD+DVD, CD+BD, digital download | 3                 | 4                 |             |
| Me (jap. め)                             | - Wydany: 3 czerwca 2020 - Wydawnictwo: Ariola Japan - Format: CD, CD+DVD                        | 3                 | 2                 | Remix album |
| Sanketsu Shōjo (jap. 酸欠少女)           | - Wydany: 10 sierpnia 2022 - Wydawnictwo: Ariola Japan - Format: CD, digital download            | 13                | 8                 |             |